# 濃尾大橋
濃尾大橋（のうびおおはし）は、愛知県一宮市と岐阜県羽島市の間の木曽川にかかる岐阜県道・愛知県道18号大垣一宮線の橋梁である。

## 概要
かつての美濃路（美濃街道）に該当する。「起渡船」及び「駒塚渡船」があったが、1956年（昭和31年）この橋の開通に伴い廃止された。
1952年（昭和27年）に成立した道路整備特別措置法に基づき、愛知県では衣浦大橋、愛岐道路と並ぶ最初の一般有料道路として建設され、1956年2月1日に衣浦大橋と共に料金徴収が開始された。
しばらくの間は一般有料道路であったが、1969年（昭和44年）4月1日に無料開放された。同様に、県道18号大垣一宮線の揖斐川にかかる大垣大橋から長良川にかかる羽島大橋の間は大垣羽島道路という一般有料道路であった。
左岸下流側で愛知県道129号一宮津島線が、右岸で岐阜県道184号下中笠松線が接続する。両端とも信号交差点があるが、構造上右折用の車線が無いため慢性的な渋滞が起きやすい。これに交通量の増加も加わって渋滞の発生頻度が増していることから、下流に新濃尾大橋の架橋が計画され、2025年（令和7年）5月24日に開通した。
また、渋滞に関しては一宮側が橋の手前（約100m）以外4車線となっているのに対し、羽島側がこの橋から1km程度2車線となっている事も原因であり、4車線化などによる改善が求められている。

### データ
- 供用開始：1956年（昭和31年）
- 延長：777.7m[4]
- 幅員：7.5m[4]
- 鋼重：1,971t[4]
- 施工：横河橋梁製作所[4]
- 総事業費：約6億4千万円[4]
- 橋梁形式：下路平行弦ワーレントラス橋
- 所在地：愛知県一宮市起堤町 - 岐阜県羽島市正木町

### ギャラリー

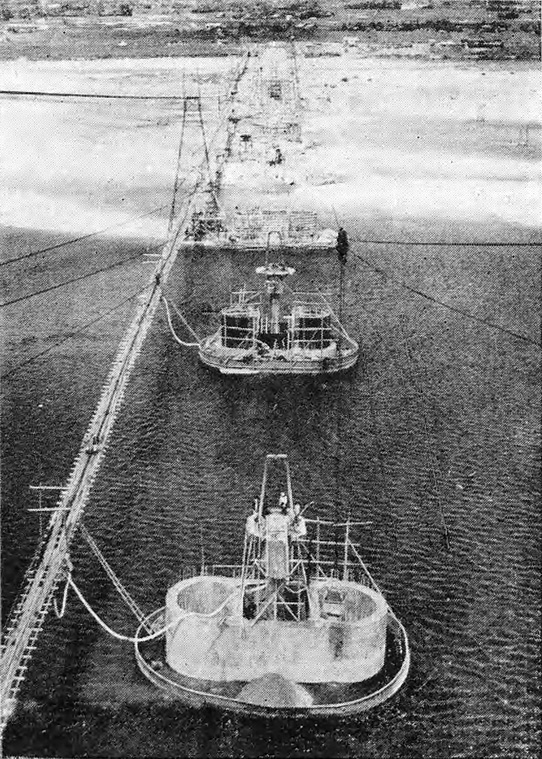
建設中の濃尾大橋
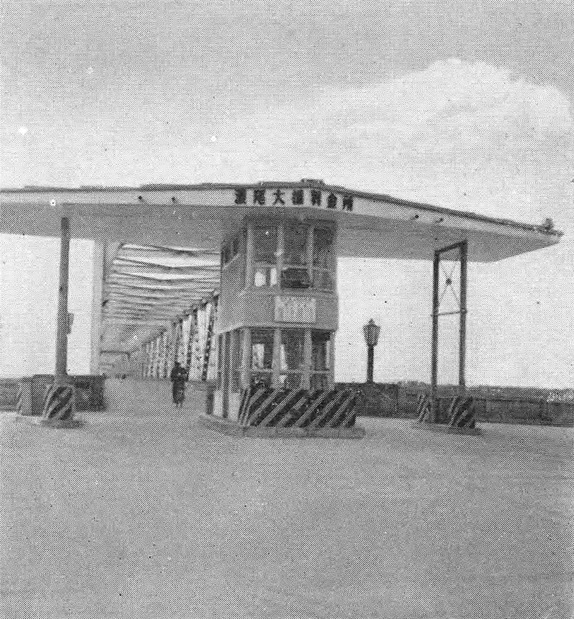
濃尾大橋料金所
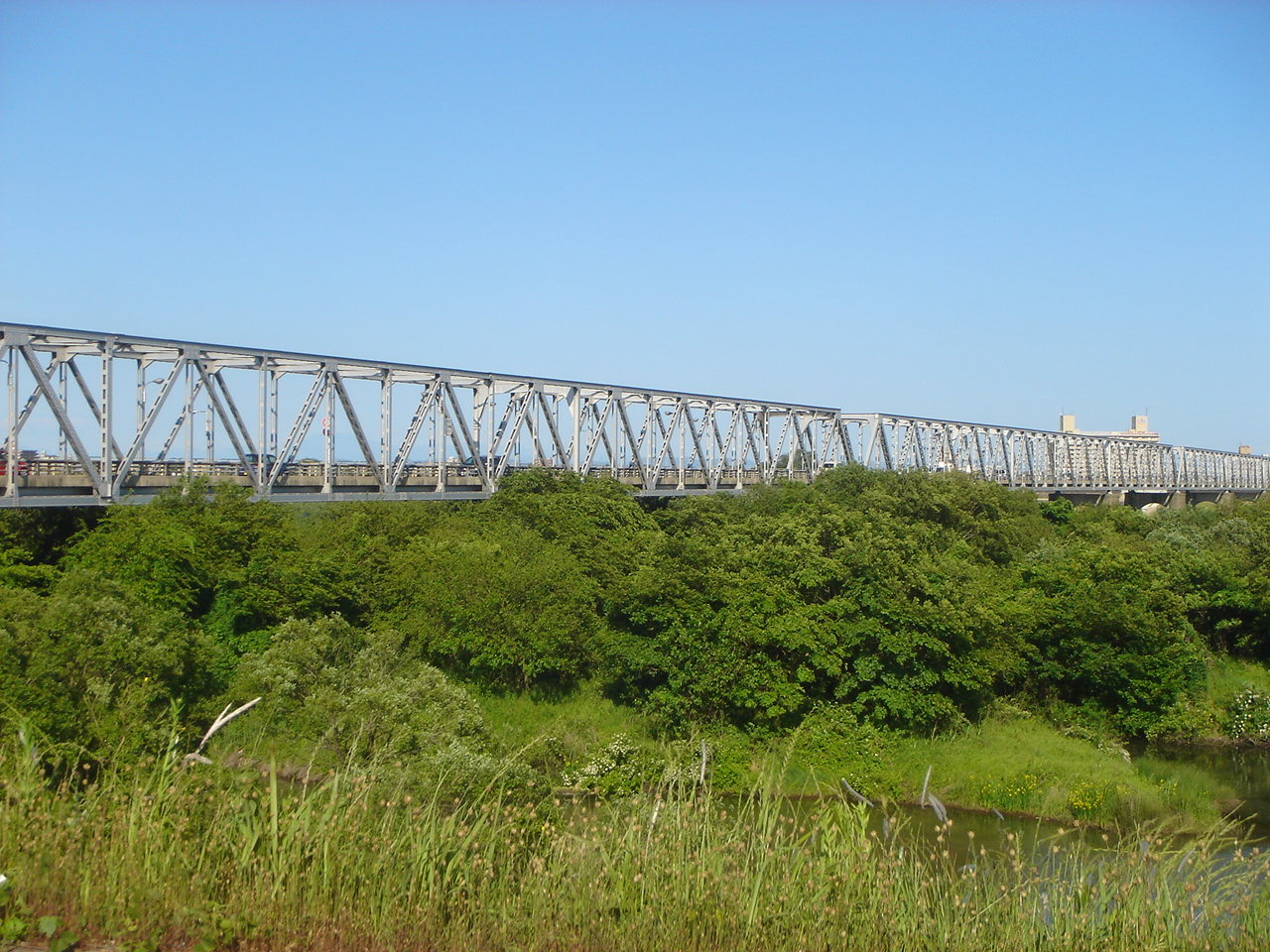
岐阜県側の右岸下流から望む濃尾大橋（2007年5月）
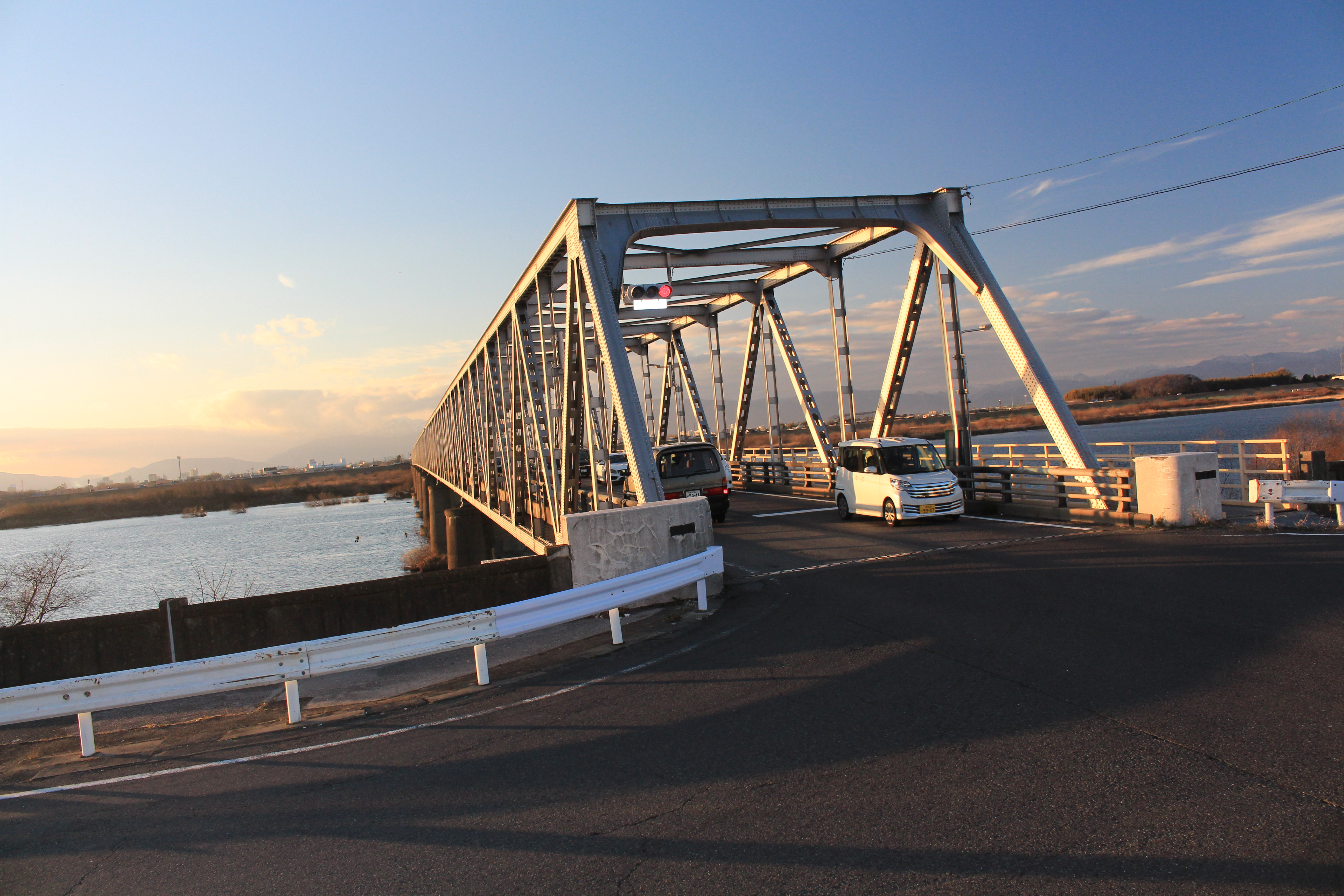
愛知県側の左岸の愛知県道129号一宮津島線との交差点から望む濃尾大橋（2015年1月）

## 歴史

### 年表
- 1952年（昭和27年）12月 - 着工。
- 1956年（昭和31年）1月28日 - 渡りぞめ式（竣工）。
- 1956年（昭和31年）2月1日 - 料金徴収開始[4]。
- 1956年（昭和31年） - 道路整備特別措置法の施行に伴って発足した日本道路公団に引き継がれた。
- 1969年（昭和44年）4月1日 - 無料開放。
- 2013年（平成25年）8月13日 - 濃尾大橋車道に併設されている歩道橋に亀裂が発見されたため、午後3時より一時期歩道が通行止めとなった[5]。現在は解除されている。